# 鄭永剛
鄭永剛（1958年1月—2023年2月10日），出生於浙江省宁波市，杉杉集團有限公司创始人及原董事長，中國服裝協會副會長，上海國際時尚聯合會常務副會長，兼任南京理工大學，浙江工學院，及蘇州大學的客座教授，畢業於南京理工大學，先後擔任寧波甬港服裝總廠廠長、寧波杉杉股份有限公司董事長、總經理。1994年起任中國杉杉集團有限公司董事長及總裁至今。鄭永剛還是上海浦東新區政協委員及浙江省人大代表。

## 個人簡介
1958年出生于浙江省宁波市，1976年高中毕业后参军，1979年转业。历任鄞县棉纺织厂厂长、书记，宁波甬港服装总厂厂长、党委书记等职。1989年5月，鄭永剛接管了亏损一千多万的甬港服装厂，而后启用“杉杉”商标。甬港服装厂后改制为宁波杉杉股份有限公司。
鄭永剛曾在1990年代末於中國服裝業界提出“名牌、名企、名師”，被业界稱为中国服装界的“巴顿将军”。
1997年到2002年連續六年參加"世界經濟論壇"並作專題演講。根據鄭永剛在中國服裝業發展上的成就和傑出貢獻，其先後被中國國務院發展研究中心評為中國經營大師；被中國紡織總會授予中國紡織行業優秀企業家稱號；1997年度國際優秀企業家貢獻獎；1999年度國家級有特殊貢獻中青年專家稱號。
1999年，鄭永剛領導彬彬集團實施了國際化多品牌戰略。1999、2001、2002年，鄭永剛連續三年應邀參加全球財富論壇。
1999年，郑永刚提出新能源新材料和大健康的产业方向。同年5月，杉杉与鞍山热能研究院签署合作协议，正式跨足能源产业。
2001年9月，鄭永剛應邀出席亞洲太平洋經濟合作會議APEC並演講。2002年8月，中國服裝協會、中國服裝設計師協會聯合為鄭永剛頒發了中國服裝傑出貢獻獎。2002年12月，鄭永剛被推選為2002年度十大中國最受關注企業家之一。2009年，郑永刚与李书福、宗庆后、张天任、姚纳新等浙商共同当选“风云浙商”人物。
晚年的郑永刚在东京都港区有住处，经常在日本出差。2022年12月下旬，他在东京感染2019冠状病毒病。2023年春节前，郑永刚在东京为孩子过了生日。
2023年2月10日，鄭永剛因突发心脏病救治无效在日本逝世，享年65岁。其葬礼于2月14日上午9时在东京都港区高轮通2-16-13的道往寺内“高轮会馆”举行。2月22日，郑永刚追悼会在宁波望春杉杉工业园举行。

## 家庭
郑永刚共有两段婚姻，其与第一任妻子周继青于1991年生下儿子郑驹，高三时前往英国读书，大学毕业后回到中国，后在“杉杉系”企业担任多项要职。第二任妻子为周婷，曾为上海广播电视台第一财经频道主持人，并以主持名“慰笛”主持多档节目。2016年起，周婷逐渐淡出公众视野。2017年，郑永刚和周婷正式结婚，共育有3名子女。